# Amauromyza acuta
Amauromyza acuta är en tvåvingeart som beskrevs av Mitsuhiro Sasakawa och Fan 1985. Amauromyza acuta ingår i släktet Amauromyza och familjen minerarflugor. Inga underarter finns listade i Catalogue of Life.